# Sveriges militärterritoriella indelning

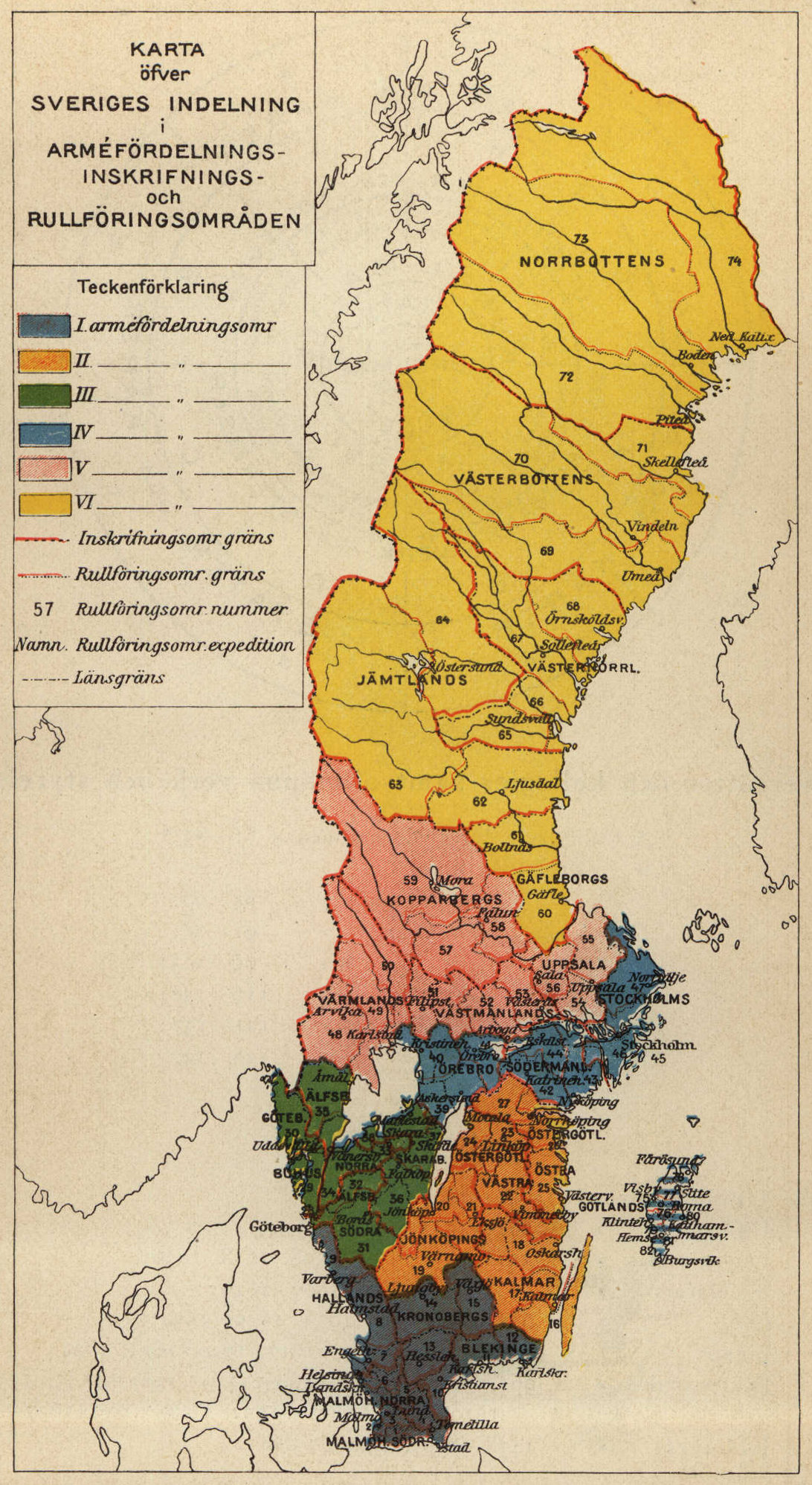
Sveriges militärterritoriella indelning 1908.

Militärterritoriell indelning var samlingsnamnet för Sveriges tidigare militärterritoriella  indelning i geografiska områden för ledning av väpnade styrkor i krig och fred (även civilområden fanns mellan 1951 och 2002). Indelningen och omfattningen är olika beroende på land och landets militära doktrin. Indelningen kan gälla såväl land- som sjöterritorium.
Sveriges militärterritoriella indelning baserade sig mellan åren 1833 och 2005 på:
- Militärdistrikt (1889–1893 samt 2000–2005)
- Militärområden (1942–2000)
- Försvarsområden (Försvarsområdena, som ingick militärområdena, tillkom 1942 efter en omorganisation av landstormsförbanden)
- Marindistrikt/Marinkommando/Örlogsbaser
- Luftförsvarssektor/Flygkommando

Den 1 januari 2013 återupprättade Försvarsmakten regionala staber, då man delade in landet i fyra militärregioner.

## Flygvapnet

### Flygbasområde (1942–1957)
Flygbasområde (Flybo) infördes 1943 då fem flygbasområden som fick ansvaret för krigsbaser och förråd samt från 1948 även för luftbevakningen. Basområdena avvecklades 1957 och uppgifterna övertogs av eskaderstaberna vars uppgifter i sin tur övertogs av luftförsvarssektorerna.
Flygbasområdena utgjordes av Övre Norrlands flygbasområde (Flybo ÖN), Norra flygbasområdet (Flybo N), Östra flygbasområdet (Flybo O), Västra flygbasområdet (Flybo V) och Södra flygbasområdet (Flybo S).

### Luftförsvarssektor (1957–1994)
Luftförsvarssektor (Lfs) En indelning av landet i 21 luftförsvarssektorer infördes 1951. Den skulle ligga till grund för utbyggnaden av det nya luftbevaknings- och stridsledningssystemet som senare kom att kallas STRIL 50. Utbyggnadsplanen blev dock aldrig genomförd utan ersattes redan 1954 med en ny utbyggnadsplan reducerad till 11 sektorer. Den 1 oktober 1957 infördes en luftförsvarssektororganisation med en sektorchef och sektorstab. Luftförsvarssektorerna och sektorstaberna knöts i fred till en jaktflottilj och flottiljchefen blev tillika sektorchef (sektorflottiljchef). År 1981 bilades istället fyra ”storsektorer”. Dessa ersattes i sin tur av tre flygkommandon 1994-2000.

### Flygkommando (1994–2000)
Flygkommando (FK) Den 1 juli 1994 ombildades sektororganisationen till en flygkommandoorganisation.
Flygkommandona utgjordes av Norra flygkommandot (FKN) – omfattade förutvarande sektor NN och ÖN; Mellersta flygkommandot (FKM) – omfattade förutvarande Sektor Mitt; Södra flygkommandot (FKS) – omfattade förutvarande Sektor Syd; Flygtaktiska kommandot (FTK). Bildades den 1 juli 2000 som en del av den Operativa Insatsledningen (OPIL) i Högkvarteret. Chefen för FTK var tillika generalinspektör för flygvapnet.

## Armén

### Försvarsområde (1914–1918, 1939–2000)
Försvarsområde (Fo) var ett militärterritoriellt område på regional nivå, vanligtvis motsvarande det svenska länet. Befälhavaren för ett försvarsområde var Försvarsområdesbefälhavaren, som vanligtvis kommenderade lokala försvarsförband, inklusive infanteri, ingenjörer, luftvärn och lätt artilleri, liksom alla hemvärnsförband i försvarsområdet. Försvarsområdesbefälhavare var underlydande till det större militärområdet som försvarsområdet var en del av.

### Militärdistrikt (1833–1893)
Svenska hären fördelades efter fredsslutet 1814 i divisioner och brigader. 1833 ersattes denna indelning av militärdistrikt. Dessa blev sex, det första bestående av Skåne med där förlagda regemente, det andra Småland och Östergötland, det tredje Halland, Bohuslän och Västergötland, det fjärde Stockholms stad, Uppland, Södermanland och Västmanland, det femte Närke, Värmland, Dalarna och Hälsingland och det sjätte de övriga Norrländska länen, alla med därinom liggande regementen och militärkårer. En generalbefälhavare med stab förordnades för varje distrikt, och kavalleriet erhöll dessutom två inspektörer.
Militärdistrikt (MD) var en del av Sveriges militär-territoriella indelning. Militärdistrikten grundades 1833 och ersattes efter flera omorganisationer (1847, 1867 och 1889) med arméfördelningar 1893.

### Militärområde (1942–2000)
Militärområde (Milo) kommenderade arméfördelningarna stationerade i militärområdet, det regionala marinkommandot, den regionala luftförsvarssektorn samt de lägre regionala försvarsområdena som utgjorde det militärområdet. Militärbefälhavaren var direkt underlydande ÖB. Militärområden i modern form skapades 1966, och varje område namngavs efter det geografiska distriktet de täckte. Flera förändringar gjordes, till exempel att skapa eller slå samman områden, tills alla militärområden upplöstes 2000.

### Militärdistrikt (2000–2005)
Militärdistrikt (MD) ersatte genom försvarsbeslutet 2000 den gamla organisationen den 1 juli 2000. Den var aktiv fram till den 31 december 2005. De nya militärdistrikten motsvarade geografiskt de gamla militärområdena, men hade inga territoriella och operativa uppgifter.

### Militärkommando (1966–2000)
Militärkommando (MK) fanns i två former från 1966 till 2000. Gotlands militärkommando (MKG) organiserades 1966 såsom en gemensam lägre regional resurs inom Östra militärområdet (Milo Ö). Västkustens militärkommando med Älvsborgs kustartilleriregemente (MKV/KA 4) existerade mellan 1981 och 1986 då man omorganiserades till Västkustens marinkommando (MKV).

### Säkerhets- och samverkanssektion (2005–2013)
Säkerhets- och samverkanssektioner (SäkSam sekt) organiserades efter upplösningen av militärdistrikten. De fyra sektionerna leddes av Högkvarteret och hade till uppgift att samordna den militära säkerhetstjänsten och samarbeta med regionala myndigheter. Från och med den 1 januari 2013 ersattes dessa sektioner av fyra militärregioner.

### Militärregion  (2013–idag)
Militärregion (MR) ersatte Säkerhets- och samverkanssektioner. Fyra militärregionerna (södra, västra, mellersta och norra) är avsedda att underordnas Högkvarteret och samordna de land-territoriella operationerna. Militärregionerna kan till viss del likställas med de tidigare militärområdena. En femte region, Militärregion Gotland, skapades 2019.

## Marinen

### Flottan

#### Örlogsstation/station (1773–1955)
Stationerna utgjordes av Karlskrona station (1773–1937), Karlskrona örlogsstation (ÖSK) (1937–1955), Stockholms station (1824–1937), Stockholms örlogsstation (ÖSS) (1937–1955), Göteborgs station (1824–1854) och Göteborgs örlogsstation (1943–1955).

#### Marindistrikt (1928–1957, 1993–2000)
Marindistrikt (MD) infördes i enlighet med 1925 års försvarsbeslut. Fr.o.m. 1928 organiserades sex regionala lednings‑ och underhållsorgan för sjöförsvaret inom respektive kustavsnitt. Marindistrikten uppväxlades 1957 till marinkommandon och fick operativt ansvar (högre regional nivå). Marindistrikten utgjordes av Sydkustens marindistrikt (MDS), Öresunds marindistrikt (MDÖS), Västkustens marindistrikt (MDV), Ostkustens marindistrikt (MDO), Gotlands marindistrikt (MDG) och Norrlandskustens marindistrikt (MDN).

#### Marinkommando (1957–1966, 1986–2000)
Marinkommando (MK) uppväxlades 1957 från Marindistrikten och fick operativt ansvar (högre regional nivå) samt ersatte örlogsstationerna. 1966 inrättades de nya och fr.o.m. då integrerade militärområdena, vilka övertog en del av marinkommandonas uppgifter. Övriga uppgifter överfördes samtidigt till de då nyinrättade örlogsbaserna (lägre regional nivå). 1981–1990 sammanslogs örlogsbaserna med kustartilleriförsvaren och bildade nya marinkommandon – nu dock på en lägre regional nivå.
Marinkommandon utgjordes av Marinkommando Syd (MKS), Marinkommando Väst (MKV), Marinkommando Ost (MKO), Norrlandskustens marinkommando (MKN).

#### Örlogsbas (1966–1990)
Örlogsbas (ÖrlB) 1966 inrättades de nya och fr.o.m. då integrerade militärområdena, vilka övertog en del av marinkommandonas uppgifter. Övriga uppgifter överfördes samtidigt till de då nyinrättade örlogsbaserna (lägre regional nivå). 1981-1990 sammanslogs örlogsbaserna med kustartilleriförsvaren och bildade nya marinkommandon – nu dock på en lägre regional nivå.
Örlogsbaserna utgjordes av Sydkustens örlogsbas (ÖrlBS), Västkustens örlogsbas (ÖrlBV), Ostkustens örlogsbas (ÖrlBO) inklusive Örlogsbas Nord (ÖrlBNO)/Roslagens örlogsbasavdelning (Örlbavd Ro), Örlogsbas Nedre Norrland (ÖrlBNN).

#### Marinbas (2000–2004)
År 2000 avvecklades den marina regionala strukturen och idag är det marinbasen, som i princip har övertagit det som finns kvar av den lägre regionala strukturens marina uppgifter.

#### Marint bevakningsområde (1951–1993)
Marint bevakningsområde (Bo), marindistrikt som från 1957 benämndes marinkommandon kallades 1966–1990 kallades de örlogsbaser och bevakningsområden. Bevakningsområden utgjordes av Malmö marina bevakningsområde (BoMö) och Luleå marina bevakningsområde (BoLu).

### Kustartilleriet

#### Kustartilleriförsvar (1942–1994)
Kustartilleriförsvar skapades år 1942 och ersatte kustfästningarna med dessa marina försvarsområden ‑ kustartilleriförsvar – inom respektive marindistrikt enligt följande: Hemsö kustartilleriförsvar, Stockholms kustartilleriförsvar, Gotlands kustartilleriförsvar, Blekinge kustartilleriförsvar samt Göteborgs kustartilleriförsvar. Förbanden var följande: Härnösands kustartilleridetachement, Vaxholms kustartilleriregemente, Gotlands kustartillerikår, Karlskrona kustartilleriregemente samt Älvsborgs kustartilleriregemente. I samband med att de nya marinkommandona bildades 1981–1990 kom kustartilleriförsvaren att integreras med örlogsbaserna och tillsammans med dessa ingå i marinkommandona.
Kustartilleriförsvaren utgjordes av Blekinge kustartilleriförsvar (BK) (1942–1990), Göteborgs kustartilleriförsvar (GbK) (1942–1980), Norrlands kustartilleriförsvar (NK) (1942–1986), Stockholms kustartilleriförsvar (SK) (1942–1990), Gotlands kustartilleriförsvar med Gotlands kustartillerikår/regemente (GK/KA 3) (1961–1994).

## Fortifikationen
Fästningar lydde till sin huvuddel under Krigskollegium (och Arméförvaltningen efter 1865) med undantag av Karlskrona som hörde till flottan (1902‑42: kustartilleriet), Vaxholm som 1662‑79 lydde under amiralitetet och 1902‑1942 under kustartilleriet, samt Älvsborg som 1904‑1942 även hörde till kustartilleriet. Av de mindre hörde Dalarö 1662‑77 till amiralitetet och Fårösund, Hemsö och Hörningsholm till kustartilleriet.